# Hilfszügel

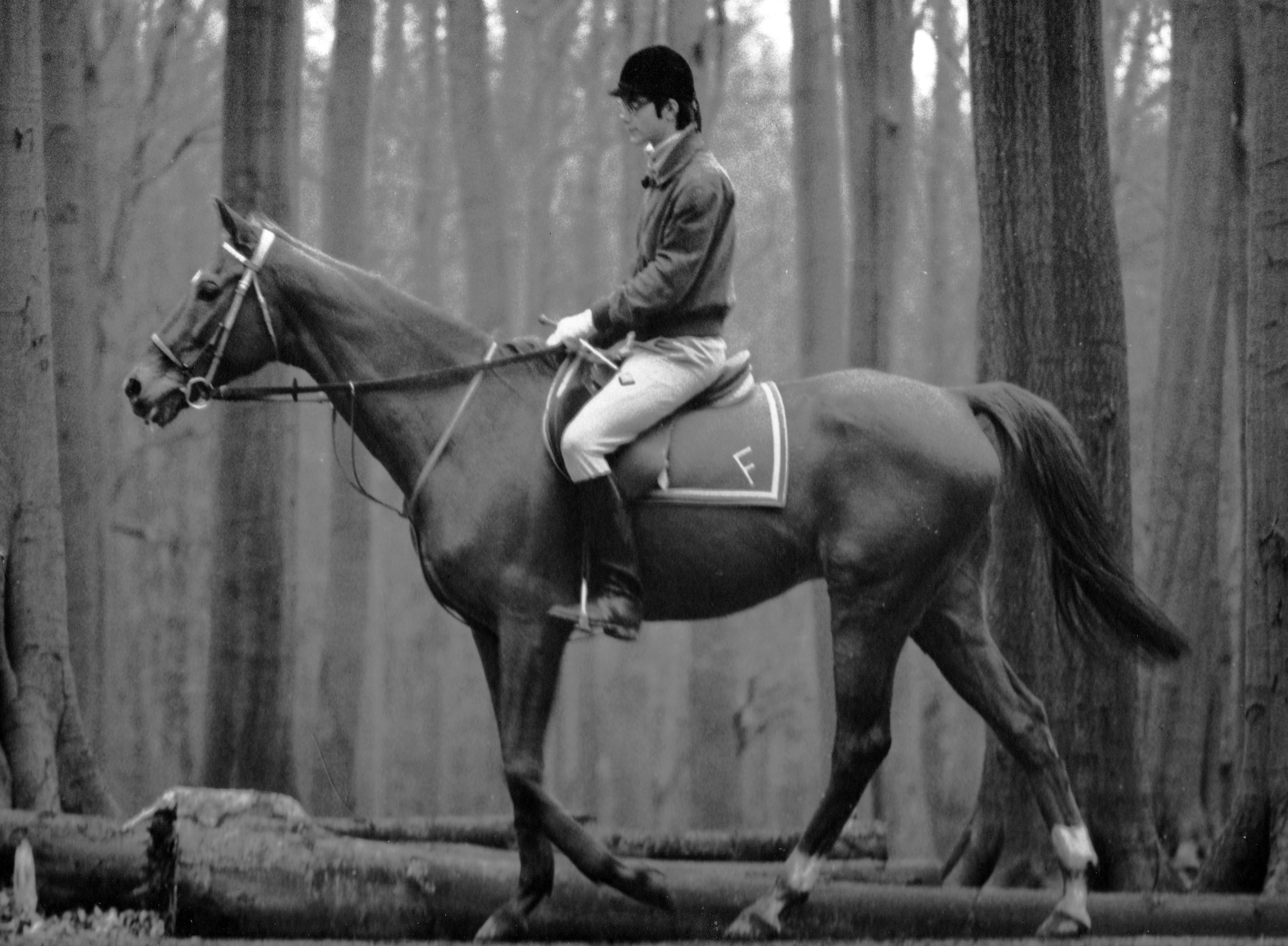
Pferd mit gleitendem Ringmartingal

Als Hilfszügel bezeichnet man im Pferdesport alle mechanischen Hilfsmittel abgesehen vom Zügel, mit denen Einfluss auf die Kopf- und Halshaltung des Pferdes genommen wird.
Hilfszügel werden zur Anfängerausbildung und zur Ausbildung des Pferdes eingesetzt. Sie werden beim Longieren und Voltigieren verwendet. Sie werden auch zur Korrektur des Pferdes verwendet.
Hilfszügel müssen korrekt verschnallt werden, damit das Pferd losgelassen gehen kann und sich nicht verspannt. Verspannungen sind sowohl für die Pferdeausbildung (Skala der Ausbildung) als auch in der Reiterausbildung schädlich, da gerade ein Anfänger auf einem verspannten Pferd keine Chance hat, den losgelassenen Sitz zu erlernen. Verspannungen können den gewünschten Trainingseffekt zunichtemachen oder sogar umkehren.
Die Korrektur des Pferdes über Hilfszügel unter dem Reiter, beispielsweise mit Schlaufzügeln, sollte erfahrenen Bereitern vorbehalten bleiben. Schlaufzügel und vergleichbare Hilfszügel sollten nur gezielt und nicht gewohnheitsmäßig verwendet werden, da sie bei unkundiger oder übermäßiger Anwendung die korrekte Beizäumung beeinträchtigen und den falschen Knick fördern. Aus diesem Grund sind Schlaufzügel und ähnlich wirkende Hilfszügel auch für die Jungpferdeausbildung wenig geeignet.

## Zitate zu Hilfszügeln
„Die Ausbindezügel werden immer dann verwendet, wenn das Pferd ohne Reiter gearbeitet wird oder aber dieser der Führung des Pferdes weitgehend enthoben werden soll“

„Durch Hilfszügel kann die noch unsichere Einwirkung des Reiters auf das Pferd ausgeglichen werden. Der lernende Reiter kann sich also vermehrt auf den Sitz und die Hilfengebung konzentrieren.“

„Gerade beim Anfänger bindet man Pferde oft aus, weil er noch nicht so gut mit den Zügeln umgehen kann wie der geübte Reiter.“

„Hilfszügel sind für Hilfsschüler. Die Ausbildung eines Pferdes braucht Zeit und Geduld, aber unter gar keinen Umständen Hilfszügel!“

„Die Ausbinder sollen (Anmerkung: beim Longieren) dem Gebiss eine ruhige Lage verleihen und die Remonte veranlassen eine vertrauensvolle Anlehnung zu finden. Sie sollen helfen, dass das Pferd den Hals vorwärts abwärts dehnt und dadurch den Rücken aufwölbt.“

## Einteilung der Hilfszügel
Hilfszügel können in zwei Unterarten unterteilt werden: in die fest verschnallten, die an der Ausrüstung des Pferdes – wie beispielsweise dem Sattel – befestigt sind, und diejenigen, über die der Reiter mit der Hand eine direkte Einwirkung auf sein Pferd erreicht. Hilfszügel der zweiten Art unterstützen geübte Reiter vorübergehend bei der Korrektur und Ausbildung von Pferden und dürfen keinesfalls als Ersatz für mangelhaftes reiterliches Können verwendet werden. Bei Hilfszügeln der ersten Art kann der Reiter keinen situationsgebundenen Einfluss auf die Wirkung des Hilfszügels nehmen. Diese werden für die Ausbildung des Pferds unter dem Reiter überwiegend abgelehnt und vornehmlich bei der Ausbildung von Reitern, der Bodenarbeit und dem Longieren von Pferden eingesetzt. Die beim Verschnallen festgelegte Länge eines solchen Hilfszügels ist von entscheidender Bedeutung für seine Wirkung.

### Feste Verschnallung

#### Stoßzügel

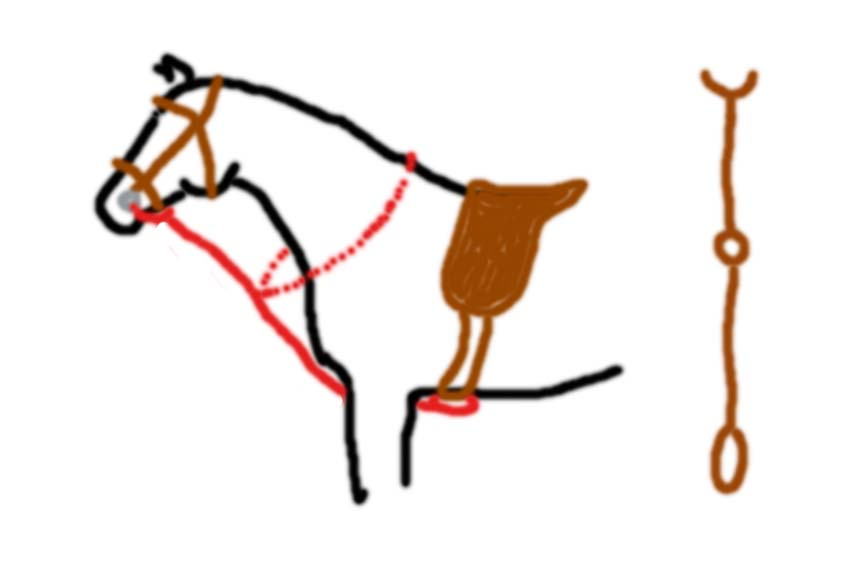
Stoßzügel am Pferd und einzeln

Der wahrscheinlich älteste Hilfszügel ist der Stoßzügel. Ein Stoßzügel ist die direkte Verbindung des Gebisses mit dem Sattelgurt über einen zwischen den Vorderbeinen des Pferdes laufenden Riemen.

Der Stoßzügel wird so lang verschnallt, dass der Pferdekopf bei voll gestrecktem Ausbinder kurz vor der Senkrechten steht. So wird das Heben des Pferdekopfes über ein durch die Länge des Stoßzügels vorgegebenes Maß verhindert. Eine seitliche Bewegung des Pferdehalses ist dabei möglich. Das Pferdemaul kann sich damit auf einem Kugelausschnitt um den Anschnallpunkt am Sattelgurt bewegen. Oft wird als Stoßzügel ein einzelner Ausbindezügel verwendet, der dann mit Hilfe eines Verbindungsstegs zu beiden Gebissringen befestigt wird. So erfolgt die Einwirkung gleichmäßig und das seitliche Herausziehen des Gebisses wird verhindert.
Ein deutlich kürzer geschnallter Stoßzügel beeinträchtigt das Pferd in seiner Balance. Ein deutlich länger geschnallter Stoßzügel erfüllt keinen Zweck mehr. Unabhängig von der Verschnallung darf der Stoßzügel nur auf ebenem Boden verwendet werden, da es beim Stolpern des Pferdes zu schmerzhaften Rucken im Maul, oder sogar zu Verletzungen kommen kann.
Stoßzügel sind aufgrund der fehlenden seitlichen Begrenzung zum Longieren nicht geeignet.

#### Ausbindezügel (Ausbinder)

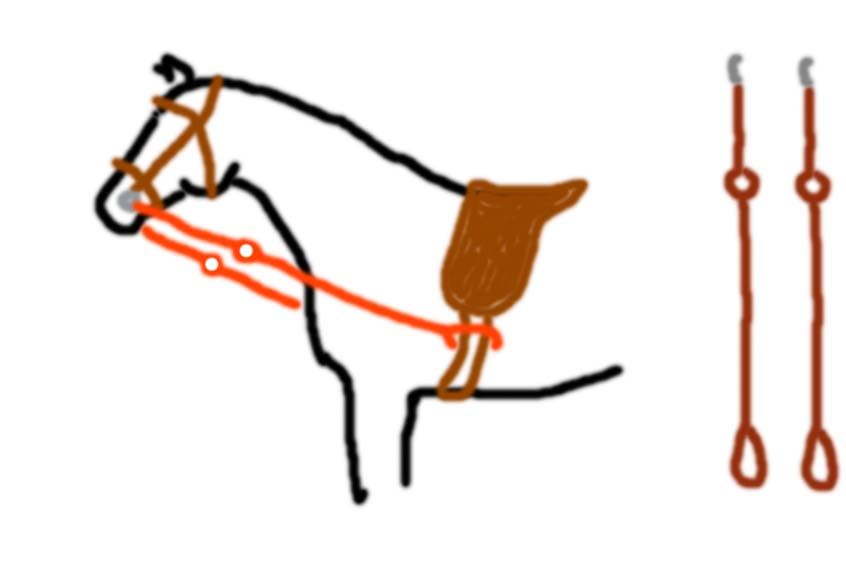
Ausbinder am Pferd (rot) und einzeln

Ausbinder sind beidseitig am Sattelgurt angebrachte Lederriemen, in der Mitte oft mit einem eingenähten Gummiring versehen, um den Ausbinder elastischer zu machen, und werden mit Karabinerhaken in die Trensenringe eingeklinkt. Dabei stellt je ein Ausbinder die Verbindung zwischen einem Trensenring und dem Sattelgurt an der entsprechenden Pferdeseite her (wird zuweilen auch über Kreuz verschnallt). Der Ausbinder ist ein zweigeteilter Hilfszügel.

Die Verschnallung erfolgt in der Länge entsprechend dem Stoßzügel. Der Pferdekopf kann sich damit auf einem Ellipsoid um die beiden Anschnallpunkte am Sattelgurt bewegen. Im Gegensatz zum Stoßzügel wird durch Ausbinder die Bewegungsfreiheit des Pferdehalses auch seitlich begrenzt. Durch seinen Einsatz möchte man eine gerundete Halshaltung des Pferdes erreichen.
Verwendung findet er heute vor allem, wenn keine zusätzliche Zügeleinwirkung des Reiters stattfindet, also beim Longieren, der Ausbildung von Reitanfängern oder bei Stuntpferden. Hier bietet er den Vorteil, dass dem Pferd auch seitlicher Halt geboten wird und es nicht so leicht über die Schulter weglaufen (Abknicken im Hals wird vermieden) oder sich verwerfen (Schiefstellung in den Ganaschen) kann.

#### Dreieckszügel

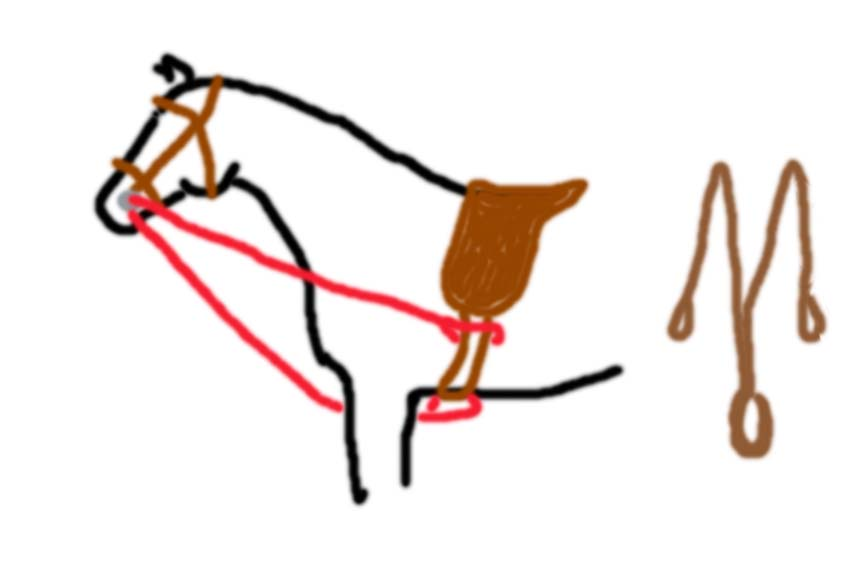
Dreieckszügel am Pferd (rot) und einzeln

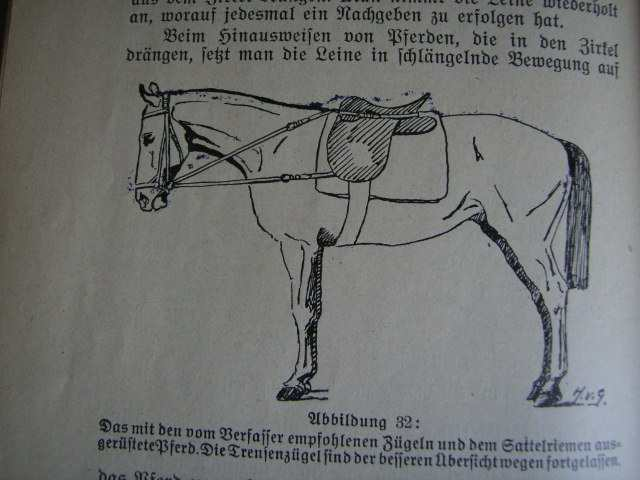
Laufferzügel aus Lauffer: Die Ausbildung des Reiters S. 56, Selbstverlag

Der Dreieckszügel, auch Wiener Zügel genannt, ist eine Abwandlung des Ausbinders. Anstatt eine direkte Verbindung zwischen Trensenring und Sattelgurt herzustellen, wird der Riemen zwischen den Vorderbeinen des Pferdes hindurch kommend durch den Trensenring gefädelt und dann seitlich wieder in den Sattelgurt eingeschnallt.
Im Gegensatz zu Ausbindern ist bei der Verwendung von Dreieckszügeln die Vorwärts-Abwärtsbewegung des Pferdes möglich. Der korrekt verschnallte Dreieckszügel erlaubt das Heben des Pferdekopfes bis kurz vor die Senkrechte. Der Dreieckszügel ist als Hilfszügel für die Reitausbildung weit verbreitet.
Durch verschieden hohes Verschnallen der Dreieckszügel am Sattelgurt ist es möglich die Aufrichtung dem Ausbildungsstand des Pferdes entsprechend zu variieren.
Lauffer-Zügel, auch Lorenz-Zügel (oder umfunktionierte Schlaufzügel) sind zwei einzelne Riemen, die ähnlich wie Dreieckszügel vom Sattelgurt durch die Trensenringe zum Pferd zurückgeführt werden. Anstatt unter dem Rumpf des Pferdes werden sie allerdings an der Seite des Pferdes befestigt, wodurch sich im Vergleich zum Dreieckszügel verbesserte seitliche Führung des Pferdes ergibt. Sie eignen sich aber weniger gut für die Ausbildung junger Pferde, da sie die Dehnung nach unten verhindern. Durch die nach unten begrenzende Wirkung besteht bei allen Pferden die Gefahr der absoluten Aufrichtung.

#### Halsverlängerer

Halsverlängerer am Pferd (rot)

Beim Halsverlängerer handelt es sich um ein Gummiseil, das auf einer Seite am Sattelgurt unter dem Sattelblatt befestigt wird, dann durch die Trensenringe gezogen über das Genick führt, auf der anderen Seite wieder durch den Trensenring zurück zum anderen Sattelgurt verläuft. Statt der Befestigung direkt unterhalb des Sattelblatts ist auch das Durchführen zwischen den Vorderbeinen mit Befestigung am Sattelgurt unter der Brust möglich.
Wie der Name andeutet, soll der Halsverlängerer Pferde, die sich der Anlehnung entziehen, zur Streckung nach vorne-unten verleiten.
Die Nachgiebigkeit des Zügels führt bei manchen Pferden jedoch genau zum Gegenteil: Das Pferd lernt entweder, sich auf den Zügel zu legen, oder es verkriecht sich hinter den Zügel. Die Einnahme der gewünschten Position hat keine Effekte, die sie für das Pferd angenehmer machen würden. Der Zügel ist daher nicht für jedes Pferd geeignet.

#### Chambon / Gogue

Chambon (links) und Gogue am Pferd (rot)

Chambon und Gogue sind in Deutschland wenig verbreitete Mischformen der verschiedenen Hilfszügel. Kennzeichnend ist, dass der Hilfszügel nicht nur am Sattelgurt befestigt und an bzw. durch die Trensenringe geführt wird, sondern einen zusätzlichen Haltepunkt am Genickstück des Trensenzaums hat.
Der Hilfszügel wird vom Sattelgurt zwischen den Vorderbeinen des Pferdes hindurch über einen Ring am Genickstück an (Chambon) bzw. durch (Gogue) die Trensenringe geführt. Durch die zusätzliche Einwirkung über das Genick soll das Pferd angeregt werden, sich vorwärts-abwärts zu dehnen, denn wenn es den Kopf zu hoch hebt, erfolgt u. U. schmerzhafter Druck auf dem Genick und im Maul. Eine Anlehnung kann das Pferd hier aber nicht finden. Chambon und Gogue sollen der Gefahr begegnen, die jeder Hilfszügel birgt: Das Pferd kann sich der Einwirkung entziehen, indem es den Hals einrollt, den Kopf also beliebig nahe an den Kreismittelpunkt bzw. Ellipsenbrennpunkt heranführt. Im Extremfall (was vor allem bei unsachgemäßem Einsatz des Schlaufzügels passieren kann) berühren die Nüstern des Pferdes seine Brust. Chambon und Gogue sind harte Hilfszügel, die auch eine heftige Gegenwehr des Pferdes hervorrufen können und daher nur in Einzelfällen geeignet sind.

#### Feststehendes Martingal
Ein feststehendes Martingal ist ein Lederzügel, der vom Bauchgurt zum Nasenriemen eines Reithalfters führt.

Das feststehende Martingal soll dem Pferd das Anheben des Kopfes maximal bis kurz vor die Waagerechte erlauben, da anderenfalls jede Zügelwirkung auf den Unterkiefer verloren geht. Die Verschnallung ist dementsprechend lang. In dieser Weise wird es heute beim Polo und beim Westernreiten eingesetzt. In letzterem Fall wird es als Tie-Down bezeichnet und an einem Bosal, oftmals dessen dünnster Ausführung, dem Pencil Bosal, angebracht. Es wirkt etwas schärfer als die englischen Ausführungen und ist auf Westernturnieren nur in den Renndisziplinen (Barrel Race und Pole Bending) erlaubt.

Der dauerhafte Einsatz eines feststehenden Martingals führt insbesondere bei Pferden, die ihren Spielraum ausnutzen, zu einer unerwünschten Verstärkung der Unterhalsmuskulatur.

### Wirkung durch die Hand des Reiters

#### Schlaufzügel / Pohlmannzügel

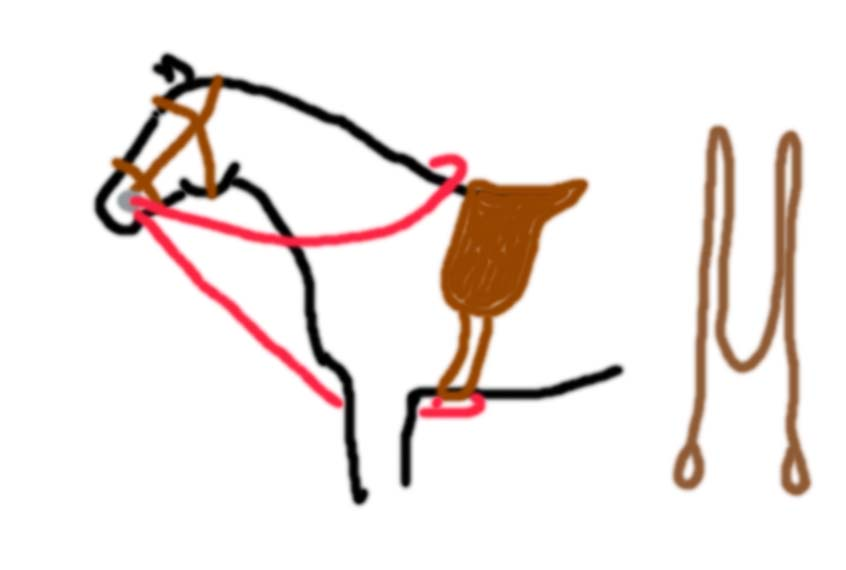
Schlaufzügel am Pferd (rot) und einzeln

Der Schlaufzügel, auch Pohlmannzügel genannt, funktioniert ähnlich wie der Dreieckszügel, allerdings wird er nicht seitlich am Sattelgurt befestigt, sondern vom Reiter mit den Zügeln in der Hand gehalten. Er ist ein Riemen von ca. 2,75 m Länge. Als Erfinder des Schlaufzügels gilt William Cavendish.
Da der Reiter die Schlaufzügel in der Hand hält, kann er die Länge während des Reitens und ggf. für jede Seite einzeln anpassen. Harry Boldt beschreibt in seinem Buch Das Dressurpferd (S. 166) den Gebrauch des Schlaufzügels folgendermaßen: Der Schlaufzügel hat nicht die Aufgabe, den Kopf des Pferdes nach unten zu ziehen. Vielmehr soll er einem Pferd, das mit Kopf und Nase zu sehr nach aufwärts drängt und sich den Hilfen des Reiters entzieht, die Grenze nach oben zeigen und dem Pferd einen Widerstand geben, an dem es sich im Gebiss abstößt. Geht das Pferd wieder in der gewünschten Haltung, so soll es den Zügel überhaupt nicht mehr spüren.
Schlaufzügel dürfen nur von absolut fähigen Reitern verwendet werden, denn nur erfahrene Ausbilder sind in der Lage, ein Pferd mit Schlaufzügel zu reiten, ohne ihm dabei zu schaden. Die Tatsache, dass der Reiter den Hilfszügel in der Hand hält, verleitet leicht dazu, über Gebühr Zug daran auszuüben, sodass auch kräftigen Pferden sehr schnell der Kopf bis auf die Brust gezogen wird. Schlaufzügel sind keinesfalls dazu gedacht, ein Pferd zur Beizäumung zu bringen. Ständige Benutzung dieses Hilfszügels kann dem Pferd physisch und psychisch schaden. Außerdem kann bei unsachgemäßem Einsatz der falsche Knick gefördert werden. Dieser Fehler ist im Nachhinein nur sehr schwer wieder zu korrigieren.

#### Colbert-Zügel
Der Colbert-Zügel unterscheidet sich vom Halsverlängerer dadurch, dass die Enden des Hilfszügels, die beim Halsverlängerer am Sattelgurt befestigt sind, hier vom Reiter in der Hand gehalten werden.

Bei Zügelzug werden die negativen Eigenschaften von Schlaufzügel, Gogue und Aufziehtrense vereinigt: Das Pferd wird in den Ganaschen eingeengt, und es entsteht ein unangenehmer Druck im Maul und auf dem Genick.

### Mischformen
Die Wirkung folgender Hilfszügel ist sowohl von der Verschnallung bzw. der Länge als auch von der regulären Zügeleinwirkung des Reiters abhängig.

#### Gleitendes Ringmartingal

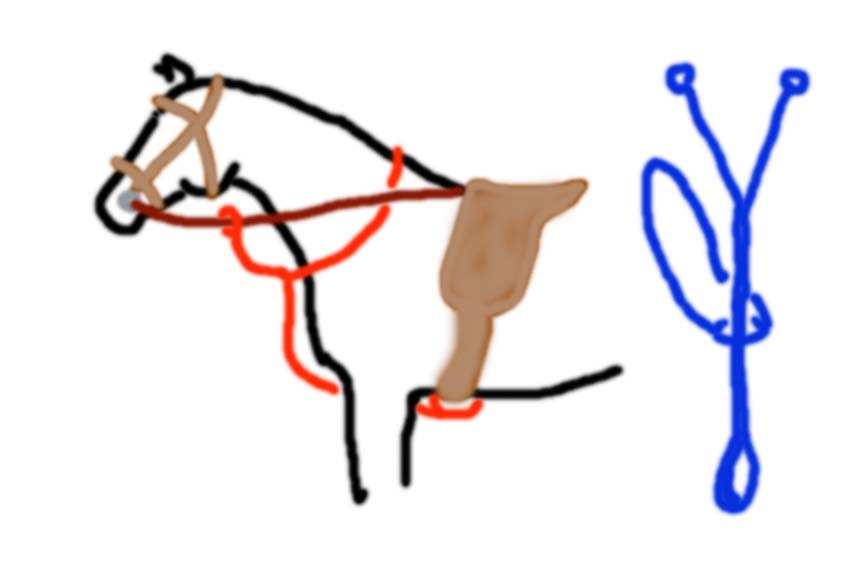
Martingal am Pferd (rot) und einzeln

Beim gleitenden Ringmartingal, auch laufendes Ringmartingal oder „Sprungzügel“ genannt, läuft jeder Zügel durch einen Ring, der jeweils mittels eines Riemens an einem Halsriemen oder dem Vorderzeug befestigt ist. Der Halsriemen ist lose um den Pferdehals auf Höhe der Pferdeschulter gebunden und wird über eine Verbindung zwischen den Vorderbeinen hindurch zum Sattelgurt in Position gehalten.
Das gleitende Ringmartingal wirkt nicht direkt auf das Gebiss. Abhängig von der Zügellänge wird das Pferd durch das Martingal daran gehindert, den Kopf über das vorgegebene Maß zu heben. Ebenfalls entscheidend für die erlaubte Höhe des Pferdekopfes ist die Länge des Riemens zwischen dem Ring und dem Halsriemen.
Das Martingal wird so verschnallt, dass die im Sinne der englischen Reitweise korrekte Zügellinie (direkte Verbindung vom Pferdemaul zur Reiterhand bei einem sich in Anlehnung befindlichen Pferd) nicht bricht, also kein Knick im Zügel entsteht. Wird eine Zäumung mit zwei Zügeln verwendet (Springkandare) wird das gleitende Ringmartingal nur in den Trensenzügel (nicht den Kandarenzügel) geschnallt.
Das gleitende Ringmartingal ist der einzige Hilfszügel, der in Spring- und Geländeprüfungen erlaubt ist und hier auch weite Verbreitung findet, da die Bewegungsfreiheit des Pferdes nicht eingeschränkt wird, da über dem Sprung die nachgebende Reiterhand die Bewegung des Pferdekopfes frei gibt. Wegen seines häufigen Einsatzes über dem Sprung heißt er auch Sprungzügel.
Eine zu kurze Verschnallung führt zu einer mechanischen Hebelwirkung auf die Zügel und stört die Präzision der Zügelhilfen. Eine zu lange Verschnallung birgt in engen Kurven und beim Springen die Gefahr, dass sich das Pferd mit den Vorderhufen im herabhängenden Martingal verfängt.

#### Köhlerzügel / Thiedemann-Kombination / German Martingal

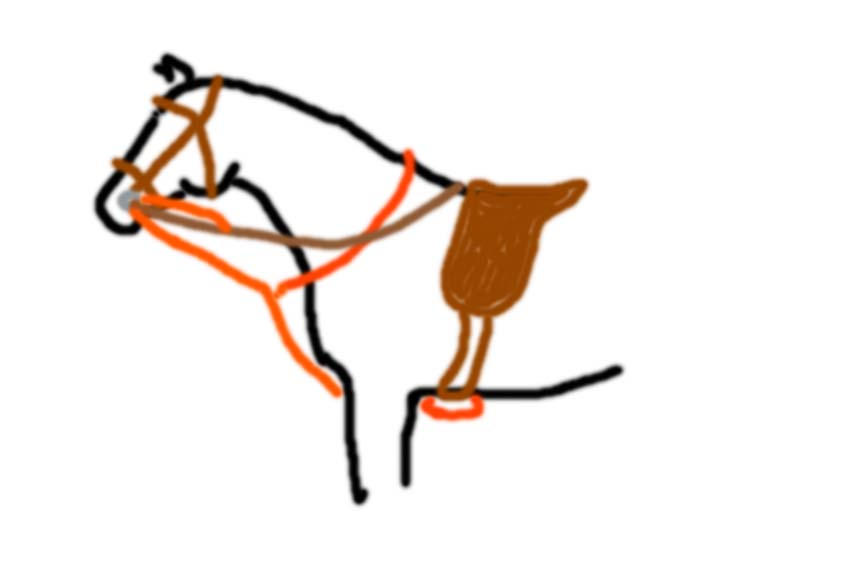
Thiedemann-Kombination am Pferd (rot)

Der Köhlerzügel, auch Thiedemann-Kombination genannt, besteht aus einem Halsriemen, der einen Riemen hält, der zwischen den Vorderbeinen des Pferdes hindurch vom Sattelgurt kommt, dann geteilt wird, jeweils durch einen Trensenring gefädelt und in speziellen Haken am Zügel befestigt wird. Beim Westernreiten wird diese Kombination als German Martingal bezeichnet.
Der Köhlerzügel ist eine Variante des Schlaufzügels mit dem Unterschied, dass der aus dem Trensenring kommende Schlaufzügel in den Trensenzügel eingeklinkt wird. Der Reiter hält also trotz des Hilfszügels nur ein Zügelpaar direkt in den Händen, und die maximale Halslänge ist direkt abhängig von der Zügellänge. Die Position, an der der Köhlerzügel in den Zügel eingehakt wird, entscheidet über die generelle Schärfe des Hilfszügels.
Der Nutzen des Köhlerzügels ist umstritten, da er weder die Vorteile eines Ausbinders hat (Unabhängigkeit von der ungeübten Reiterhand) noch die eines Schlaufzügels (situationsabhängige Einstellung der Wirkungsschärfe).
Kritik am Hilfszügel
Immer öfter werden Stimmen laut, die den Einsatz von Hilfszügeln stark kritisieren. Hilfszügel „Zäumen das Pferd von hinten auf“ heißt es. Reelle Pferdearbeit nimmt sich häufig die Ausbildungsskala zum Vorbild. Takt, Losgelassenheit, Anlehnung, Schwung, Geraderichtung & Versammlung. Hilfszügel nehmen den dritten Punkt den ersten beiden (Takt, Losgelassenheit) vorneweg. Weitere Kritikpunkte sind, dass das Pferd seinen Hals als Balancierstange nicht mehr frei verwenden kann, um seinen Körper auszubalancieren. Auch die Nickbewegung des Pferdes (vor allem im Schritt) wird beeinträchtigt. Das Pferd überspannt seine Muskulatur, was dafür sorgt, dass die Muskulatur übersäuert wird und im schlimmsten Fall atrophiert. Unabhängig von zahlreichen weiteren Aspekten wird auch kritisiert, dass die Pferde durch Hilfszügel (oder dem longieren am Gebiss) im Maul abstumpfen. Sie fliehen vor dem Schmerz des Hilfszügels durch „einrollen“ (in Fachkreisen spricht man hier vom „falschen Knick“ oder durch „auf den Zügel legen“) was das Reiten negativ beeinflusst.

### Sonstige

#### Aufsatzzügel und Overcheck
Ein Aufsatzzügel (engl. Overcheck) ist ein Hilfszügel, der eine höhere Kopfhaltung des Pferdes bewirkt. Er besteht aus Riemen der von einem Gebiss über den Nacken zu Befestigungspunkten am Geschirr in Widerristgegend verläuft.

#### Spanischer Reiter
Ein spanischer Reiter Hilfsmittel ist ein Holzgestell, das auf dem Gurt oder Sattel montiert wurde, um Reiterhände zu simulieren. Er wurde bis ins 18. Jahrhundert verwendet.

#### Irisches Martingal
Das irische Martingal, auch als Rennmartingal bekannt, beeinflusst die Hilfengebung nicht. Es handelt sich um ein kurzes Lederstück von 10 bis 20 Zentimeter Länge, an dessen beiden Enden Ringe angebracht sind. Durch diese Ringe werden die beiden Zügel geführt, so dass das irische Martingal zwischen Gebiss und Brust des Pferdes hängt. Seine Funktion zeigt es im Fall eines Sturzes des Reiters. Die fixierten Zügel rutschen nicht so leicht über den Pferdehals hinunter. Die Verletzungsgefahr ist so für Reiter und Pferd geringer. Er wird häufig im Schleppjagdreitsport verwendet.

## Hilfszügel im Turniersport
Der Einsatz von Hilfszügeln in Turnierprüfungen wird durch die zuständigen Verbände geregelt. Für nationale Turniere in Deutschland gilt die Leistungsprüfungsordnung (LPO) der Deutschen Reiterlichen Vereinigung (FN). Für internationale Turniere ist die International Federation of Equestrian Sports (FEI) zuständig. Für den Vorbereitungsplatz gelten teilweise andere, erweiterte Vorschriften als für die Prüfung selbst.
Das gleitende Ringmartingal (auch Rennmartingal mit Lederdreieck) ist in allen Prüfungen über Hindernisse zulässig, allerdings nicht in Eignungsprüfungen und kombinierten Leistungsprüfungen. Auf dem Vorbereitungsplatz sind Schlaufzügel in Springprüfungen ab Klasse M** erlaubt, allerdings nicht beim Überwinden von Hindernissen. Andere Hilfszügel sind weder in Prüfungen mit noch ohne Hindernisse zulässig – seit dem Inkrafttreten der LPO 2024 auch nicht mehr in Dressurprüfungen oder Dressurreiterprüfungen der Klasse E.
Breitensportler und Turniereinsteiger dürfen jedoch in WBO-Wettbewerben ohne Hindernisse einfache oder doppelte Lauffer- und Dreieckszügel sowie beidseitige Ausbindezügel verwenden. Auf dem Vorbereitungsplatz sind diese Hilfszügel in allen WBO-Wettbewerben grundsätzlich zulässig, über Sprünge jedoch nur das gleitende Ringmartingal. Turnierveranstalter können die Nutzung bestimmter oder aller Hilfszügel über die Ausschreibung ausschließen.
Bei Voltigierwettbewerben der FEI sind beidseitige Ausbindezügel Pflicht, bei den Wettbewerben der FN in der Klasse A auch alternativ Laufferzügel zulässig.
Bei Distanzritten und -fahrten sind neben als atembeengend eingeschätzten Zäumungen alle direkt auf das Gebiss wirkenden Hilfszügel unzulässig, also alle Hilfszügel mit Ausnahme des (korrekt verschnallten) gleitenden Ringmartingals.